# Mina Aganagić
Mina Aganagić es una física matemática e investigadora estadounidense de origen bosnio que trabaja como profesora en el Centro de Física Teórica, el Departamento de Matemáticas y el Departamento de Física de la Universidad de California en Berkeley.

## Carrera
Aganagić se crio en Sarajevo, Yugoslavia (actualmente Bosnia y Herzegovina). Obtuvo una licenciatura y un doctorado del Instituto de Tecnología de California, en 1995 y 1999 respectivamente; su asesor de doctorado fue John Henry Schwarz. Fue becaria postdoctoral en el departamento de física de la Universidad de Harvard de 1999 a 2003. Luego se unió a la facultad de física de la Universidad de Washington, donde se convirtió en investigadora Sloan e investigadora junior destacada del Departamento de Energía de los Estados Unidos (DOE). Se mudó a la Universidad de California en Berkeley en 2004. En 2016, la Fundación Simons le otorgó el premio Simons Investigator Award y el mismo año la Sociedad Estadounidense de Física le otorgó su beca.

## Investigación
Es conocida por aplicar la teoría de cuerdas a diversos problemas de matemáticas, incluida la teoría de nudos (teoría refinada de Chern-Simons), geometría enumerativa, simetría especular, y la correspondencia geométrica de Langlands.

## Publicaciones
1. Aganagić, Mina; Vafa, Cumrun (2000), Mirror symmetry, D-branes and counting holomorphic discs, Bibcode:2000hep.th...12041A.
2. Aganagić, Mina; Klemm, Albrecht; Mariño, Marcos; Vafa, Cumrun (2005), «The topological vertex», Communications in Mathematical Physics 254 (2): 425-478, Bibcode:2005CMaPh.254..425A, doi:10.1007/s00220-004-1162-z.
3. Aganagić, Mina; Shakirov, Shamil (2011), Knot homology from refined Chern–Simons theory, Bibcode:2011arXiv1105.5117A.
4. Aganagić, Mina; Vafa, Cumrun (2012), Large N duality, mirror symmetry, and a Q-deformed A-polynomial for knots, Bibcode:2012arXiv1204.4709A.
5. Aganagić, Mina; Frenkel, Edward; Okounkov, Andrei (2017), Quantum q-Langlands Correspondence, Bibcode:2017arXiv170103146A.